# Scharfbillig
Scharfbillig ist eine Ortsgemeinde im Eifelkreis Bitburg-Prüm in Rheinland-Pfalz. Sie gehört der Verbandsgemeinde Bitburger Land an.

## Geographie
Die Gemeinde liegt in der Südwesteifel, 5 km südlich der Kreisstadt Bitburg im sogenannten „Bitburger Gutland“. Von dem 4,82 km² großen Gemeindegebiet werden 68 % landwirtschaftlich genutzt, mit 19 % ist ein vergleichsweise geringer Anteil von Wald bestanden (Stand: 2017). In unmittelbarer Nachbarschaft befindet sich der Flugplatz Bitburg.

## Geschichte
Die erste urkundliche Erwähnung als „charpilge“ erfolgte im Jahr 1273. Zahlreiche Fundstellen aus der Römerzeit weisen auf eine weitaus frühere Besiedelung des Gemeindegebietes hin, so auch die Siedlung im Bereich „Auf Birkenhecken“ aus dem 3. bzw. 4. Jahrhundert. Von den Römern zeugen auch mehrere Hügelgräber unter anderem auf der Gemarkung „Vor der Hardt“. Auf einem südwestlich von Scharfbillig verlaufendem Höhenrücken entdeckte man 30, meist stark verschliffene, Tumuli. Genauere Untersuchungen erfolgten bisher nicht, sodass noch keine zeitliche Verortung erfolgen konnte. Ferner gibt es zwei Brandgräberfelder auf der Gemarkung der Ortsgemeinde.
Ferner wird ein römisches Trümmerfeld dicht nordöstlich der Kirche von Scharfbillig beschrieben. Hier wurden im 19. Jahrhundert einige Münzen mit einer kupfernen Schnalle und einem Löffelchen entdeckt. Zudem zahlreiche Funde spätrömischer Münzen, Mauerreste sowie eine ergiebige Quelle nahebei. Hierbei handelte es sich vermutlich um ein römisches Heiligtum.
Als eigene Herrschaft war Scharfbillig früher Teil des Quartiers Bitburg im Herzogtum Luxemburg. Die Inbesitznahme des Linken Rheinufers durch französische Revolutionstruppen beendete die alte Ordnung. Der Ort wurde von 1798 bis 1814 Teil der Französischen Republik (bis 1804) und anschließend des Französischen Kaiserreichs, zugeordnet der Mairie Meckel im Arrondissement Bitbourg (Bitburg) des Departements der Wälder. Nach der Niederlage Napoleons kam Scharfbillig aufgrund der 1815 auf dem Wiener Kongress getroffenen Vereinbarungen zum Königreich Preußen und gehörte nun zum Kreis Bitburg des Regierungsbezirks Trier, der 1822 Teil der neu gebildeten preußischen Rheinprovinz wurde. Aus der Mairie wurde die Bürgermeisterei Meckel, die 1929 in das Amt Bitburg-Land aufging.
Als Folge des Ersten Weltkriegs war die gesamte Region dem französischen Abschnitt der Alliierten Rheinlandbesetzung zugeordnet. Nach dem Zweiten Weltkrieg wurde Scharfbillig innerhalb der französischen Besatzungszone Teil des 1946 neu gebildeten Landes Rheinland-Pfalz. Im Zuge der rheinland-pfälzischen Kommunalreform wurde der Ort 1970 der Verbandsgemeinde Bitburg-Land zugeordnet, die wiederum zum 1. Juli 2014 in die Verbandsgemeinde Bitburger Land aufging.

## Politik

### Gemeinderat
Der Gemeinderat in Scharfbillig besteht aus sechs Ratsmitgliedern, die bei der Kommunalwahl am 9. Juni 2024 in einer Mehrheitswahl gewählt wurden, und der ehrenamtlichen Ortsbürgermeisterin als Vorsitzender.

### Bürgermeister
Anna Stoffel (damals noch Anna Hansen) wurde am 6. August 2019 Ortsbürgermeisterin von Scharfbillig. Da bei der Direktwahl am 26. Mai 2019 kein gültiger Wahlvorschlag eingereicht wurde, oblag die Neuwahl des Bürgermeisters dem Rat, der sich in seiner konstituierenden Sitzung für sie entschied. Bei der Direktwahl am 9. Juni 2024 wurde sie als einzige Bewerberin mit einem Stimmenanteil von 86,8 % für weitere fünf Jahre in ihrem Amt bestätigt.
Ihr Vorgänger Otto Kranz hatte das Amt 23 Jahre ausgeübt.

### Wappen
| Wappen von Scharfbillig | [ 13 ] |
| Wappen von Scharfbillig | Wappenbegründung: Das Gemeindewappen basiert auf dem ehemaligen Wappen der Familie von Scharfbillig in Silber, mit zwei blauen Schrägrechtsleisten. Auf dem verbreiterten mittleren Balken sind die drei Kirchenglocken mit Glockenstrang vom Kirchenportal der Filialkirche „St. Lukas“ zu sehen. |

## Kultur und Sehenswürdigkeiten

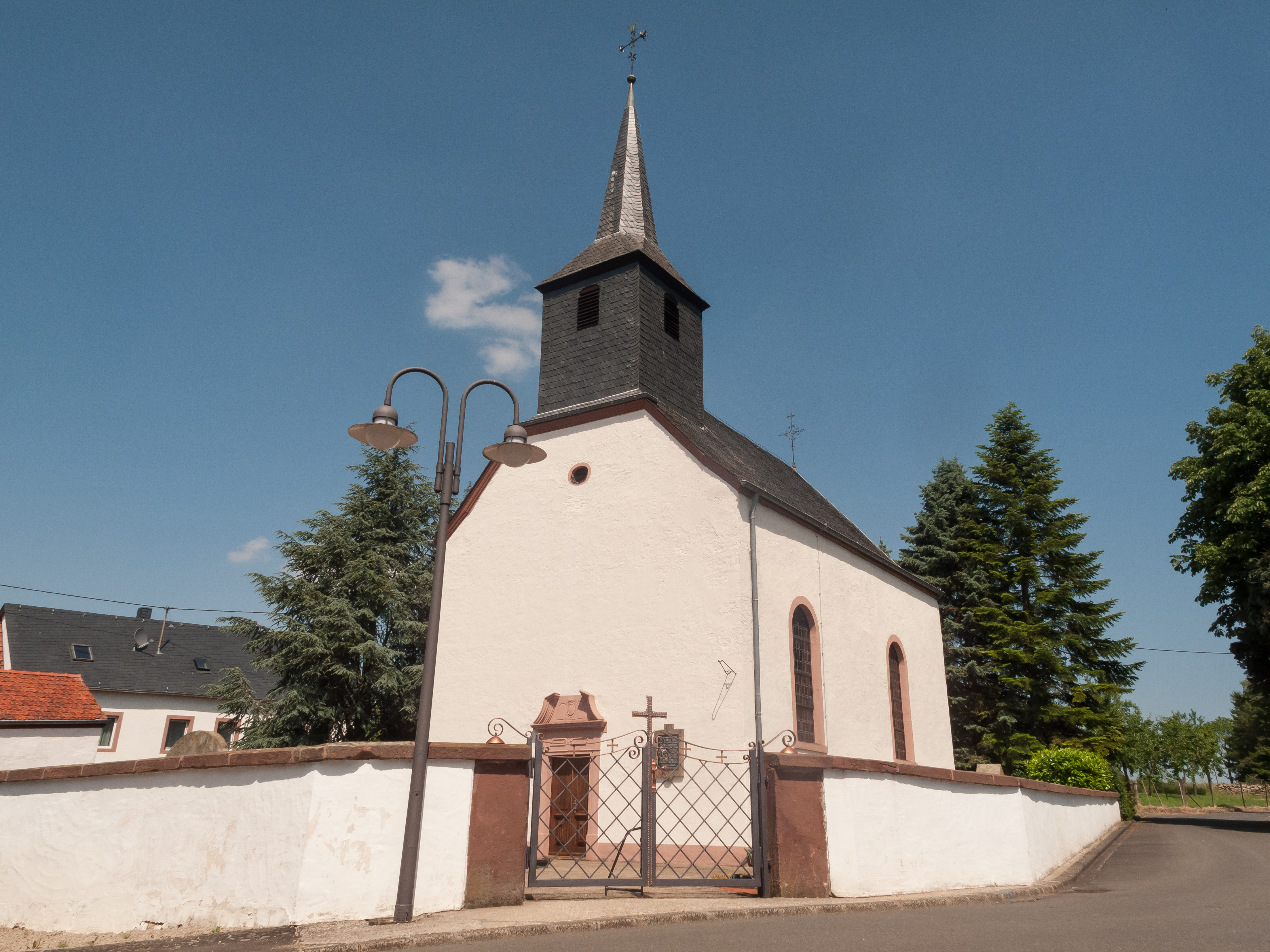
St. Lukas, Scharfbillig

Die katholische Filialkirche „St. Lukas“ wurde 1818 erbaut. Es handelt sich um einen nachbarocken Saalbau mit Dachreiter. In der Kirchhofmauer befindet sich zudem ein barockes Grabkreuz. Weitere Sehenswürdigkeiten sind der „Himmeroder Hof“, ein landwirtschaftliches Hofgebäude in der Kirchstraße 14. Das Gebäude war der westliche Wirtschaftshof der Zisterzienserabtei Himmerod an der Grenze zum Bereich des Benediktinerklosters und ist seit 1273 belegt.

## Öffentliche Einrichtungen
Die Gemeinde ist Standort einer Freiwilligen Feuerwehr mit etwa 10 Mitgliedern, die den einzigen Verein in Scharfbillig darstellt. Kirchlich gehört der Ort zur Pfarrei Sülm. Am Ortsrand liegt die ehemalige Schule, heute als Dorfgemeinschaftshaus genutzt.